# Campodea
Campodea är ett släkte av urinsekter som beskrevs av John Obadiah Westwood. Campodea ingår i familjen Campodeidae.

## Dottertaxa tillCampodea, i alfabetisk ordning[1][2]
- Campodea anacua
- Campodea californiensis
- Campodea chica
- Campodea correai
- Campodea escalerai
- Campodea essigi
- Campodea folsomi
- Campodea fragilis
- Campodea hannahae
- Campodea howardi
- Campodea insidiator
- Campodea kellogi
- Campodea lagardei
- Campodea lamimani
- Campodea lankesteri
- Campodea linsleyi
- Campodea lubbocki
- Campodea ludoviciana
- Campodea maya
- Campodea meinerti
- Campodea michelbacheri
- Campodea montgomeri
- Campodea monticola
- Campodea montis
- Campodea morgani
- Campodea ottei
- Campodea pempturochaeta
- Campodea plusiochaeta
- Campodea repentina
- Campodea rhopalota
- Campodea rossi
- Campodea schultzei
- Campodea scopigera
- Campodea silvestrii
- Campodea simulans
- Campodea staphylinus
- Campodea teresiae
- Campodea usingeri
- Campodea vagans